# Vampires Will Never Hurt You
Vampires Will Never Hurt You to pierwszy singiel amerykańskiego zespołu rockowego My Chemical Romance. Pochodzi on z ich debiutanckiej płyty, I Brought You My Bullets, You Brought Me Your Love. Utwór jest określany jako post-hardcore i emo.

## Lista utworów
Opracowano na podstawie materiału źrodłowego:.
| Promocyjne CD | Promocyjne CD                  | Promocyjne CD |
| Nr            | Tytuł utworu                   | Długość       |
| ------------- | ------------------------------ | ------------- |
| 1.            | „Vampires Will Never Hurt You” | 5:27          |
| 2.            | „Skylines And Turnstiles”      | 3:31          |
| 3.            | „Cubicles” (demo)              | 3:58          |
|               |                                | 12:56         |

| Flexi wydane w 20 rocznicę wydania | Flexi wydane w 20 rocznicę wydania | Flexi wydane w 20 rocznicę wydania |
| Nr                                 | Tytuł utworu                       | Długość                            |
| ---------------------------------- | ---------------------------------- | ---------------------------------- |
| 1.                                 | „Vampires Will Never Hurt You”     | 5:27                               |
|                                    |                                    | 5:27                               |